# Alfons X van Castilië
Alfons X (Toledo, 23 november 1221 – Sevilla, 4 april 1284), bijgenaamd de Wijze (Spaans: Alfonso el Sabio), was koning van Castilië en León van 1252 tot aan zijn dood.

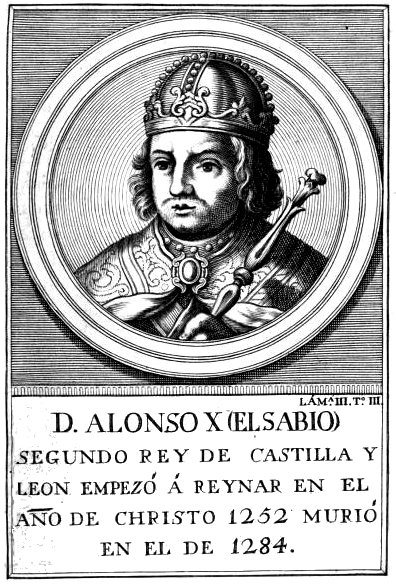

## Biografie
Zijn ouders waren Ferdinand de Heilige en diens eerste echtgenote Beatrix van Hohenstaufen. De eerste jaren van zijn regering werden hoofdzakelijk beheerst door de strijd tegen de Moren: de Reconquista. Deze militaire verwikkelingen beletten hem niet zich kandidaat te stellen (zij het tevergeefs), voor de opvolging van Willem II van Holland († 28 januari 1256) als Rooms-koning. Hij werd in feite alleen verkozen en erkend door de Italiaanse stad Pisa (18 maart 1256). Sindsdien bleef hij zich wel "Romanorum rex et imperator electus" noemen, maar de titel van Rooms koning van Duitsland zonder keizerschap was een titel zonder inhoud. Ook de paus weigerde zijn verkiezing te bekrachtigen.

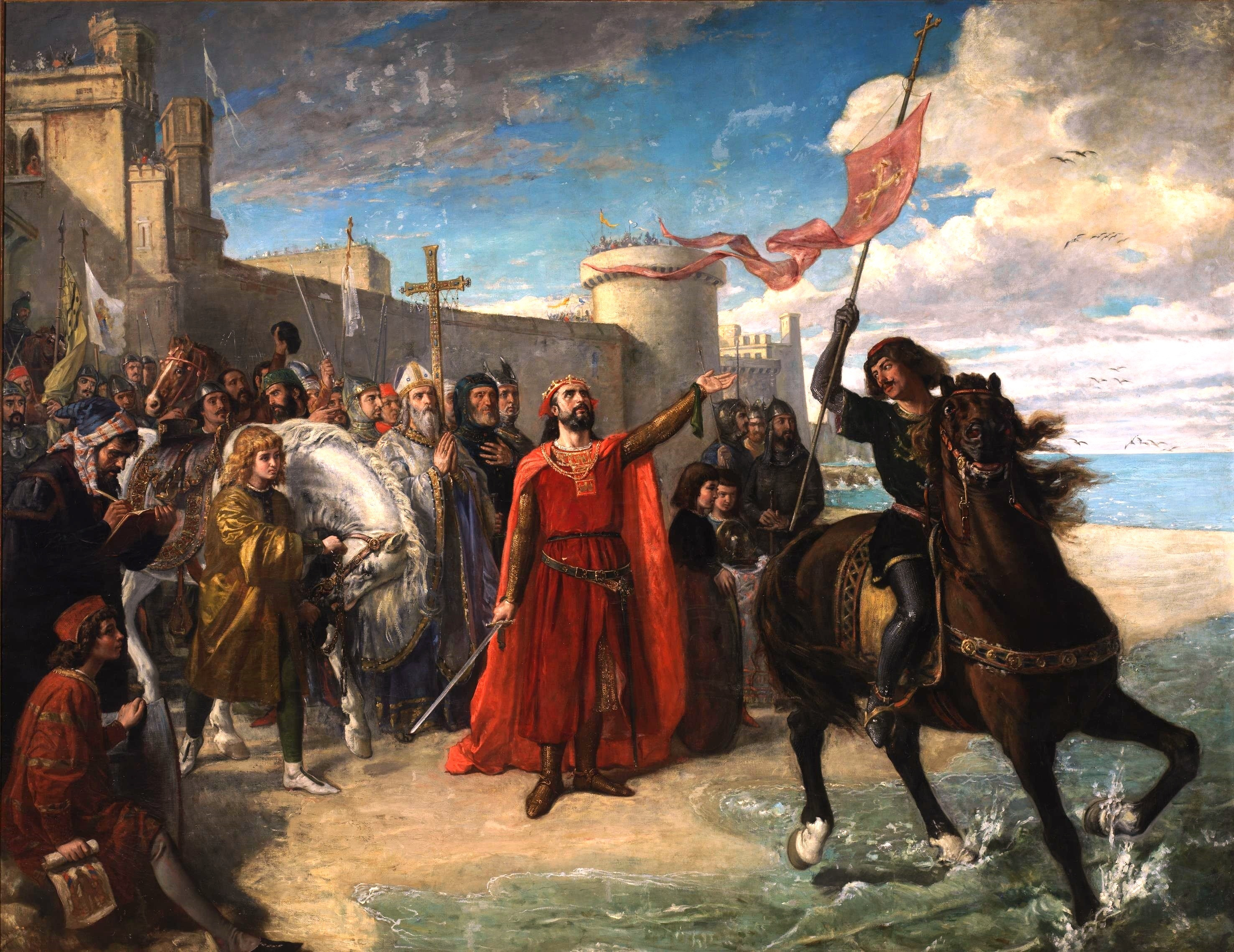
Alfons X verovert Cadiz op de Moren.

In zijn binnenlandse politiek kende Alfons X niet meer succes. Hij kon niet veel meer dan lijdzaam toezien hoe de Castiliaanse edelen talrijke inbreuken op zijn machtspositie pleegden. Zijn strijd tegen de moslims was zo nadelig voor de economie van zijn land dat het gemunte geld waardeloos werd en nog enkel diende om er schroot van te maken. Niettemin slaagde Alfons erin Cartagena en Cádiz in 1260 op de Moren te veroveren.
Zijn regering eindigde in de grootste verwarring. Omdat zijn oudste zoon Ferdinand reeds overleden was, betwistten diens zoon Alfons en de jongere zoon van de koning, Sancho, elkaar de opvolging. Sancho zou het uiteindelijk halen, met de steun van de adel.

## Cultuur en recht
In het culturele leven van zijn tijd nam Alfons de Wijze echter een bijzonder uitmuntende plaats in. Hij liet zich omringen door een keurgroep van Spaanse, joodse en Arabische geleerden die uiteenlopende takken van de wetenschap vertegenwoordigden. Aan zijn hof werden talrijke wetenschappelijke werken, oorspronkelijk in het Arabisch of Hebreeuws geschreven, in het Latijn of in het Spaans vertaald. Op die manier diende Castilië als schakel tussen de oosterse wetenschap en de Europese cultuur. Voor de ontwikkeling van de Spaanse taal speelde Alfons de Wijze een belangrijke rol: in de officiële documenten liet hij het Latijn vervangen door het Castiliaans, waardoor deze taal voor het eerst een officiële status kreeg. Niet alleen nam de koning de initiatieven en had hij de leiding van dit grootse culturele werk in handen, hij corrigeerde ook persoonlijk de geleerden en vertalers die voor hem werkten.

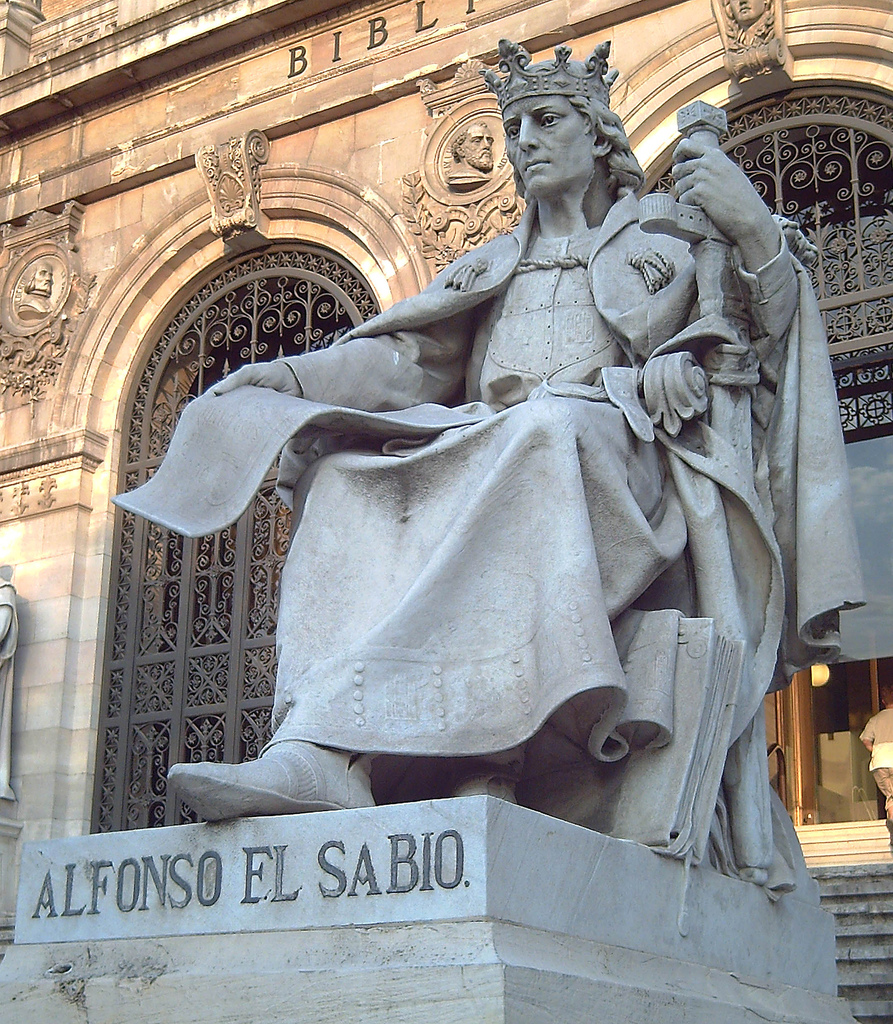
Standbeeld van Alfons X in Madrid (J. Alcoverro, 1892).

Ook belangrijke juridische standaardwerken kwamen onder zijn bewind tot stand, met name Las Siete Partidas, een codificatie van het middeleeuwse recht, die door de voortdurende verwijzing naar concrete gevallen een rijke bron van informatie is voor het dagelijkse leven van die tijd. Voorts werden er historische werken geschreven, zoals de Crónica General, een eerste poging tot het schrijven van de geschiedenis van Spanje, en de Grande e General Estoria, waarin getracht werd de geschiedenis van de wereld samen te vatten vanaf de schepping.
Alfons X was in het bijzonder een begunstiger van de astronomie. Hij liet de werken van Ptolemaeus en Albategnius (858 – 929) vertalen en uit zeer uiteenlopende Arabische bronnen een handboek van de astronomie samenstellen (Los libros del saber de Astronomía, in 5 delen uitgegeven door Manuel Rico y Sinobas, tussen 1863 en 1867). Ook liet hij nieuwe planetentafels opstellen, de zgn. Alfonsinische Tafels.
Alfons de Wijze was zelf ook een verdienstelijk dichter. Opmerkelijk zijn vooral zijn 420 lyrische Cantigas de Santa Maria, die hij schreef in het Galicisch, de taal waarin in zijn tijd de lyriek geschreven werd. Deze Cantigas, bedoeld om gezongen te worden onder instrumentale begeleiding, zijn bewaard gebleven in drie codices (twee in het Escorial en een in Florence), die naast de muzieknotatie ook schitterende miniaturen bevatten.

## Huwelijk en kinderen
Alfons was in 1246 gehuwd met Violante van Aragón (1236-1301), een dochter van koning Jacobus I van Aragón en Jolanda van Hongarije. Toen de jonge Violante de eerste jaren van hun huwelijk geen kinderen kon krijgen, was Alfons van plan het huwelijk nietig te laten verklaren. Nadien kregen zij echter nog twaalf kinderen:
- Ferdinand, jong gestorven
- Berengaria (1253-1300), verloofd met Lodewijk, zoon van Lodewijk IX van Frankrijk
- Beatrix (1254-1280), gehuwd met Willem VII van Monferrato
- Ferdinand (1255-1275), huwde met Blanche, dochter van koning Lodewijk IX van Frankrijk
- Eleonora (1257-1275)
- Sancho IV (1258-1295), koning van Castilië
- Constance (1258-1280), kloosterzuster in Las Huelgas
- Peter (1260-1283), heer van Ledesma
- Jan (1262-1319), heer van Valencia de Campos
- Isabella, jong gestorven
- Violante (1265-1296), gehuwd met Diego Lopez V de Haro, heer van Biskaje
- Jacobus (1266-1284), heer van Cameros

## Voorouders
| Voorouders van Alfons X van Castilië (1221-1284) | Voorouders van Alfons X van Castilië (1221-1284)                              | Voorouders van Alfons X van Castilië (1221-1284)                              | Voorouders van Alfons X van Castilië (1221-1284)                              | Voorouders van Alfons X van Castilië (1221-1284)                              | Voorouders van Alfons X van Castilië (1221-1284)                                         | Voorouders van Alfons X van Castilië (1221-1284)                                         | Voorouders van Alfons X van Castilië (1221-1284)                              | Voorouders van Alfons X van Castilië (1221-1284)                              |
| ------------------------------------------------ | ----------------------------------------------------------------------------- | ----------------------------------------------------------------------------- | ----------------------------------------------------------------------------- | ----------------------------------------------------------------------------- | ---------------------------------------------------------------------------------------- | ---------------------------------------------------------------------------------------- | ----------------------------------------------------------------------------- | ----------------------------------------------------------------------------- |
| Overgrootouders                                  | Ferdinand II van León (1137-1188) ∞ Urraca van Portugal (1151-1188)           | Ferdinand II van León (1137-1188) ∞ Urraca van Portugal (1151-1188)           | Alfons VIII van Castilië (1155-1214) ∞ Eleonora van Engeland (1162-1214)      | Alfons VIII van Castilië (1155-1214) ∞ Eleonora van Engeland (1162-1214)      | Keizer Frederik I Barbarossa (1122-1190) ∞ 1156 Beatrix I van Bourgondië (ca. 1140–1184) | Keizer Frederik I Barbarossa (1122-1190) ∞ 1156 Beatrix I van Bourgondië (ca. 1140–1184) | Isaäk II Angelos (ca. 1155-1204) ∞ Herina (-)                                 | Isaäk II Angelos (ca. 1155-1204) ∞ Herina (-)                                 |
| Grootouders                                      | Alfons IX van León (1171-1230) ∞ Berenguela van Castilië (1180-1246)          | Alfons IX van León (1171-1230) ∞ Berenguela van Castilië (1180-1246)          | Alfons IX van León (1171-1230) ∞ Berenguela van Castilië (1180-1246)          | Alfons IX van León (1171-1230) ∞ Berenguela van Castilië (1180-1246)          | Filips van Zwaben (1177-1208) ∞ 1197 Irena Angela (1181-1208)                            | Filips van Zwaben (1177-1208) ∞ 1197 Irena Angela (1181-1208)                            | Filips van Zwaben (1177-1208) ∞ 1197 Irena Angela (1181-1208)                 | Filips van Zwaben (1177-1208) ∞ 1197 Irena Angela (1181-1208)                 |
| Ouders                                           | Ferdinand III van Castilië (1199-1252) ∞ Beatrix van Hohenstaufen (1205-1235) | Ferdinand III van Castilië (1199-1252) ∞ Beatrix van Hohenstaufen (1205-1235) | Ferdinand III van Castilië (1199-1252) ∞ Beatrix van Hohenstaufen (1205-1235) | Ferdinand III van Castilië (1199-1252) ∞ Beatrix van Hohenstaufen (1205-1235) | Ferdinand III van Castilië (1199-1252) ∞ Beatrix van Hohenstaufen (1205-1235)            | Ferdinand III van Castilië (1199-1252) ∞ Beatrix van Hohenstaufen (1205-1235)            | Ferdinand III van Castilië (1199-1252) ∞ Beatrix van Hohenstaufen (1205-1235) | Ferdinand III van Castilië (1199-1252) ∞ Beatrix van Hohenstaufen (1205-1235) |

vet = keizer · cursief = tegenkoning · 1 = medekoning (in een deelrijk) · 2 = afkomstig uit een andere dynastie
- Bibsys: 90411019
- Biblioteca Nacional de Chile: 000045013
- Biblioteca Nacional de España: XX880126
- Bibliothèque nationale de France: cb11997785j (data)
- Catàleg d'autoritats de noms i títols de Catalunya: 981058521645306706
- CiNii: DA02179582
- Gemeinsame Normdatei: 11864811X
- International Standard Name Identifier: 0000 0004 4251 2282
- Library of Congress Control Number: n80010185
- Nationale Bibliotheek van Letland: 000147770
- MusicBrainz: 6c7be16e-8fb3-44c7-841e-4cf2f08c13e4
- Bibliotheek van het Japanse parlement: 001147755
- Nationale Bibliotheek van Tsjechië: jn19981000079
- Nationale bibliotheek van Australië: 36572471
- Nationale Bibliotheek van Israël: 987007257504305171
- Nationale Bibliotheek van Polen: a0000001054333
- Nationale en Universitaire bibliotheek Zagreb: 000285394
- Nederlandse Thesaurus van Auteursnamen: 068347332
- Réseau des bibliothèques de Suisse occidentale: 02-A000005703
- Istituto Centrale per il Catalogo Unico: CFIV095003
- LIBRIS: 319770
- Système universitaire de documentation: 027460959
- Trove: 1299315
- Union List of Artist Names: 500313186
- Virtual International Authority File: 66476694
- WorldCat: E39PBJm4Q7cw7wV7y9tRx6dhHC